# Belone
Belone – rodzaj morskich ryb z rodziny belonowatych (Belonidae).

## Zasięg występowania
Wschodni Ocean Atlantycki i Morze Śródziemne.

## Klasyfikacja
Gatunki zaliczane do tego rodzaju:
- Belone acus
- Belone belone – belona[3], belona pospolita[4]
- Belone euxini – belona czarnomorska[3]
- Belone svetovidovi